# 동래 단층
동래 단층(東萊斷層, Dongnae Fault)은 대한민국 경상 분지 남동부 부산광역시 동래구에서 양산시 동부, 울산광역시 웅촌면을 지나 경주시 외동읍까지 이어지는 북북동-남남서 주향의 주향 이동 단층으로, 양산 단층대의 일부이다. 부산광역시 동래구에서 이름이 유래된 이 단층은 동래 지질도폭(1978)에서 처음 명명되었으며 부산광역시에서 경주시에 이르기까지 단층 계곡과 선상구조를 형성하고 있다. 이 단층은 제4기에 활동한 것으로 추정되나 아직까지 유의미한 ESR/OSL 절대연령 측정값이 보고되지 않았다.

## 개요
동래 단층은 양산 지질도폭(1964)과 언양 지질도폭(1972)에서 오복 단층이라는 이름으로 처음 기재되었다가, 이후 동래 지질도폭(1978)에서 처음으로 동래 단층으로 명명되었다. 장태우와 추장오(1998)는 양산시 웅상읍과 웅촌면 일대의 동래 단층을 조사하고 단층비지(fault gouge)에 대한 칼륨-아르곤 연대 측정에 의해 열수변질을 수반한 동래 단층의 주요 활동 시기는 신생대 고제3기에 해당하는 51.4∼57.7 Ma와 40.3∼43.6 Ma으로 보고하였다. 동래단층은 북북동 주향으로 일직선으로 연장되는 교과서적인 단층이 아니라, 다소 다른 방향성을 가지는 여러 조의 단층 분절(segment)들이 모여서 단층대를 형성하는 것으로 알려져 있다. 동래 단층은 울산 북부에서는 대체로 북북동 방향으로 연장되나, 울산-양산-언양 일원에서는 국부적으로 북동-남서 방향으로 분지되거나, 북동 10~30°범위에서 1조 또는 여러 조의 방향으로 나타난다.

## 동래 단층의 자취

### 경주시
황학수(2017) 등은 경주시 외동읍 구어리 일대에서 지표 지질조사와 지구물리탐사를 수행하고 이 지역에서 동래 단층의 주향이 북동 14°임을 확인하였다. 주 방향성에 의하면 동래 단층은 외동읍 입실리 입실교 부근에서 울산 단층과 교차하는 것으로 해석되었다. 전기 비저항 탐사(Dipole-Dipole Array Geoelectric Survey) 결과 낮은 전기 비저항대가 관측되었고 지구물리탐사 결과 이 지역 내에서 단층파쇄대의 폭은 약 200 m 이상이며 그 폭은 북부보다 남부에서 더 넓은 것으로 해석되었다.

### 울산광역시~양산시
양산 지질도폭(1964)에서는 오복 단층이라는 이름으로 단층의 존재가 처음 보고되었다. 울산광역시 울주군 웅촌면 대복리 오복 마을을 지나는 오복 단층은 북동 10° 및 북동 15° 주향을 가지는 2조의 단층이 발달하며 회야강과 일치하게 연장된다. 이들 단층은 경상 누층군 대양동층(대구층)과 경상 누층군 유천층군 주산안산암질암의 경계를 형성한다.
언양 지질도폭(1972)에서는 울산광역시 울주군 청량면 율리를 지나는 북동 25°주향의 단층으로 보고되었다. 경상 누층군 대구층과 주산안산암질암, 흑운모 화강암을 지나간다. 이 단층은 이들 암석의 분포에 근거하여 단층 서측이 북동 방향으로, 단층 동측이 남서방향으로 이동한 우수향 주향 이동 단층으로 기재되었다.

#### 법기 단층
손문 외(2003)는 경상남도 양산시와 울산광역시 울주군 일대의 천성산과 정족산 일원을 대상으로 정밀 지질조사를 실시하였고, 양산 단층과 동래 단층에 평행하고 연속성이 좋은 우수향 주향이동단층 법기 단층과 이와 사교하는 북서 방향의 우수향 횡인장성 단층 그리고 크고 작은 규모의 단층들이 존재함이 확인되었다. 
법기 단층은 천성산-정족산 지역의 중앙부에 위치하며 약 12 m의 단층파쇄대와 수십 cm의 단층비지대를 형성한다. 이 단층은 단층곡(斷層谷, Fault valley)으로 판단되는 북북동 방향의 계곡을 따라 도처에서 관찰된다. 수직의 단층면에서는 단층조선이 뚜렷이 발달하고 있으며 단층면상에 돌출된 부위와 단층파쇄대를 따라 주입된 방해석 맥들의 기하학적 형태는 이 단층의 우수향 주향 이동 운동을 지시한다. 북서 방향의 단층은 양산시 하북면 용연리 조계암 남쪽 계곡에서 양호한 노두로 드러나 있는데 폭 5m의 파쇄다와 폭 5cm의 단층비지대가 관찰된다. 거의 수직의 단층면을 가지며 우수향 주향이동 운동과 함께 남서쪽 지괴가 북동쪽 지괴에 비해 침강된 사교 이동(oblique slip)의 운동감각을 보인다. 이 단층은 화강암과 호온펠스의 경계를 이루고 있으며 법기 단층에 의해 그 연장이 절단된다.

#### 웅상 분지
이광률 외(2019)는 동래 단층 중부 지역인 울산광역시 울주군 웅촌면-양산시 웅상 일대의 단층 지형과 지형 발달을 연구하였다. 단층 관련 지형으로 변위·굴절 하도, 단층 와지, 단층 구릉, 삼각말단면, 벤치, 선상지, 하안단구가 이 일대 여러 지역에서 확인되었다. 또한 웅상 분지의 남쪽 가장자리에 위치한 회야강과 수영강 유역의 분수계에서 수영강에 의한 하천쟁탈 현상이 확인되었는데 이는 웅상 분지 일대에서 단층 작용과 관련하여 지반 융기가 발생하였을 가능성에 대한 지형적 증거가 될 수 있다.

#### 회야강 곡류절단
신재열 외(2019)는 양산 단층대 남부의 단층 지형을 연구하였다. 울산광역시 울주군 웅촌면 석천리 북부 일대는 곡류 절단의 비정상적 패턴, 기반암 단층의 분포 및 기하, 세류 하천의 굴절 현상 등 지형 발달의 이상(異相) 패턴에 의해 단층 운동이 높게 의심되는 지역으로, 조사 결과 원래 두 번 있었던 회야강의 곡류가 동래 단층의 활동으로 우수향으로 절단된 후 구하도로 남은 것으로 밝혀졌다. 전기 비저항 탐사 결과 뚜렷한 저비저항 이상대는 확인되지 않았다.

#### 삼정리 지점
울산광역시 울주군 청량면 삼정리(N 35°29'16.41", E 129°13'57.86"), 삼정초등학교 남쪽 계곡은 단층 운동에 의해 파쇄대가 매우 심하게 발달한 북북동 방향의 단층곡(斷層谷)이며 폭 60 m의 단층선곡을 따라 기반암인 경상 누층군 울산층(대구층)의 파쇄각력암이 있다. 주 단층면은 관찰되지 않았으나 제4기 단층이 존재할 가능성이 있는 곳이다. 동일 고도에서 단층곡의 동편은 경상 누층군의 단층각력암들이 분포하나 서편은 제4기 산록퇴적물이 분포하여 단층선곡의 서쪽 지괴가 침강한 지형을 나타낸다.

#### 곡천리 지점
울산광역시 울주군 웅촌면 곡천리(N 35°28'04.61", E 129°12'41.03", 용연사 가는 도로가 계곡)에는 안산암질 화산암 및 응회암에 주향 10~5°, 경사 남서 75~85°의 단층이 발달하고 있다. 단층대 폭은 약 3 m로 단층각력과 두께 3cm의 단층비지로 구성된다. 다수의 단열대를 수반한 이 단층은 동래 단층에 분지된 소규모의 단층으로 보인다.

#### 주남동 지점
양산시 주남동, 정족산 기슭 임도 사면(N 35°26' 53.50", E129°08' 25.51")에는 화강암 및 유문암질의 산성암맥이 발달하고 있으며, 암맥 및 단층 운동에 의해 화강암이 열수 변질을 받은 노두로 산성암맥에 주향 북동 70°, 경사 남동 80°~수직의 단층이 발달하고 있다. 단층대 폭은 2m로 단층각력암과 두께 10 cm 이상의 단층비지로 구성되어 있다.

#### 용연리 지점
양산시 하북면 용연리(N 35°26'35.11", E 129°08'08.53")에는 데이사이트질 화산쇄설암 및 응회암의 노두에 주향 북동 60°, 경사 북서 70~80°의 단층이 발달한다. 단층대 폭은 약 5 m로 단층각력과 두께 5 cm 이상의 단층비지로 구성되며 동래 단층에서 분지된 법기 단층에 의해 절단된다.
양산시 하북면 용연리(N 35°26'35.81", E 129°07'49.00")은 동래 단층에서 분지된 법기 단층에 발달한 노두이다. 단층의 주향은 북동 65°, 경사는 북동 80°~수직이고, 단층대 폭은 약 2 m 이상으로 단층각력대와 두께 20cm 이상의 단층비지, 석영세맥 등이 발달한다.

#### 덕계동 지점
양산시 덕계동 산업단지 일원(N 35°22' 15.50", E 129°09' 49.61", 산업단지 건너편 택지개발 동쪽사면, 현재의 양산두산위브1차아파트 남동쪽)에는 안산암질 화산쇄설암 및 응회암으로 염기성 암맥이 발달하였으며 동래 단층의 운동에 의해 파쇄된 대규모 노두가 있다. 단층의 주향은 북서 42°및 북서 10°이며 경사는 북동 70~75°및 북동 80~84°이고 후자의 단층이 전자를 절단한다. 본 단층들은 주변 산록퇴적물의 분포 및 기반암과의 경계를 고려할 때 제4기에 재활성화된 것으로 보인다. 택지개발 서쪽사면(N 35°22' 31.82", E 129°09' 35.02", 양산두산위브2차2단지아파트 서측)은 앞서 말한 동쪽사면의 건너편 사면으로 안산암질암 및 응회암이 드러난 대규모의 단층 파쇄대 노두이며 수 조의 단층들이 발달하고 주 단층의 주향은 북동 20~30°, 경사는 북서 75~80°이다. 본 단층대에는 횡인장력에 의한 꽃구조(positive flower structure)가 나타난다. 이 노두는 현재 택지개발로 완전 소멸되어 더 이상 관찰할 수 없다.

### 부산광역시
뚜렷한 선상구조(lineament)를 형성하고 있는 동래 단층은 부산광역시 일대에 넓은 계곡 지형을 형성하고 있어 이곳에는 부산광역시 시가지가 발달한다. 이곳 단층 계곡부는 차별적인 침식작용과 함께 제4기 동안 상당 기간동안 해침을 받아 해수면 아래에 놓여 있었으며, 일제시대 이후에는 항만 시설의 확충 등 도시 개발을 위해 활발한 매립 사업이 실시된 바 있다. 따라서 이곳에는 제4기 지층이 퇴적되어 있으며 그 하부의 기반암의 경우에도 동래 단층의 영향에 의해 파쇄가 심한 것으로 알려져 있다.
부산 시내에서, 동래 단층은 양정 교차로 서편에서 서면 교차로 동편 그리고 자성대공원 서편을 지나 부산만으로 연장될 것으로 추정된다. 경부고속철도 노선을 따른 지질 단면상에서는 총 9곳에서 기반암 파쇄대가 인지되는데, 시추공들을 조사한 결과 동래 단층의 파쇄대 폭이 남쪽으로 갈수록 50 m 에서 250 m로 넓어진다. 이러한 동래 단층 파쇄대 폭의 변화는 부산진구 서면 교차로와 양정 교차로 사이 지역에서 분절(segment)될 것으로 판단되며, 지형적으로 양정 교차로와 서면 교차로 사이의 계곡 폭이 좁으며 남쪽으로 갈수록 그 폭이 넓어지고 있는 사실과 부합한다. 부산 도심지를 지하로 통과하는 경부고속철도 14-3 공구의 경우, 이 구간 내 동래 단층대의 모암(母巖)은 안산암질 응회암으로 단층 점토 입자를 함유하고 있으며 최대 주 응력 방향은 터널 노선 방향과 유사한 남-북 방향이다.
광역적인 선구조를 고려할 때, 부산진구 범천동 부근에서 동래 단층과 교차하는 북북서 주향의 단층은 2002년 금정산 지구 단열조사에서 보고된 바 있는 금성동 단층의 남쪽 연장인 것으로 보인다. 금성동 단층은 경사가 수직에 가까운 남-북 방향의 우수향 주향 이동 단층으로서 금정산성 남문 부근을 중심으로 북쪽 산성마을 방면으로 여러 개로 분기되나 남쪽으로는 하나의 단층으로 만덕고개를 지나 연장되는 것으로 알려져 있다. 이 단층은 서면 교차로보다 남쪽에서 고속철도 노선과 거의 인접하게 나란히 달리고 있어 여러 곳에서 이 단층의 영향으로 형성된 것으로 판단되는 파쇄대들이 인지된다.

#### 회동동 지점
부산광역시 금정구 회동동 회동교차로와 회동2교 동쪽의 정관산업로 절개사면(N35°14' 05.81", E129°07' 27.92")에는 데사이트질 화산쇄설암 및 용결응회암으로 구성되고 미문상 화강암에 의해 관입당해 열변성을 받은 대규모의 노두가 드러나 있으며, 단층 운동에 의해 다수의 단열대가 발달해 있다. 단층의 주향은 북서 50~45°, 경사는 남서 70~80°이며 단층대는 8 m의 폭으로 단층각력암과 두께 3 cm의 단층비지로 구성되어 있다. 이 지점의 단층은 동래 단층에서 분지된 단층으로 판단된다.

#### 동래구청사 지점
부산광역시 동래구 신청사 건립공사 터파기 시공시 동래 단층에 수반된 단층대가 발견되었다. 이곳에 발달한 단층파쇄대에는 단층점토와 소규모 단층이 발달하며 피쇄대 틈으로 지하수가 유출되었다.

#### 다대포 지점
부산광역시 사하구 다대동 다대포해수욕장-몰운대 해안가(N 35°02' 37.51", E 128°58' 18.83")에는 다대포층과 산성암맥, 해안단구층, 충적층이 분포하며 기존의 정단층이 재활성화되어 하부의 다대포층 및 산성암맥의 균열로 인해 상부의 미고결 해안단구층이 균열을 충전한 기하가 관찰된다. 이러한 암맥은 인장응력 하에서 발생한 지진성 균열에 의해 생성된 것으로 해안단구층 생성 이후로 추정된다.

## 동래 단층의 노두 목록
동래 단층 노두의 위치는 다음과 같다.
| 위치                                              | 좌표                                                                          | 지질                                                   | 주향              | 경사                    | 성향                     | ESR 연대측정값 | 비고                                       |
| ------------------------------------------------- | ----------------------------------------------------------------------------- | ------------------------------------------------------ | ----------------- | ----------------------- | ------------------------ | -------------- | ------------------------------------------ |
| 울산광역시 울주군 청량면 삼정리 (DF-S7)           | 북위 35° 29′ 16.41″ 동경 129° 13′ 57.86″ / 북위 35.4878917° 동경 129.2327389° | 경상 누층군 울산층                                     |                   |                         |                          | -              | 단층곡 발달                                |
| 울산광역시 울주군 웅촌면 곡천리 (DF-S6)           | 북위 35° 28′ 04.61″ 동경 129° 12′ 41.03″ / 북위 35.4679472° 동경 129.2113972° | 데사이트~안산암질 화산암 및 응회암                     | 북동 10~5°        | 남서 75~85°             | 우수향 주향이동          | -              |                                            |
| 경상남도 양산시 하북면 용연리 1지점 (DF-S3)       | 북위 35° 26′ 35.11″ 동경 129° 08′ 08.53″ / 북위 35.4430861° 동경 129.1357028° | 데사이트질 화산암 및 응회암                            | 북동 60°          | 북서 70~80°             | 정감각의 좌수향 주향이동 |                | 법기 단층에 의해 절단됨                    |
| 경상남도 양산시 하북면 용연리 2지점 (DF-S4)       | 북위 35° 26′ 35.81″ 동경 129° 07′ 49.00″ / 북위 35.4432806° 동경 129.1302778° | 데사이트-유문암질 화산암, 응회암                       | 북동 65°          | 북동 80°~수직           | 우수향 주향이동          |                | 법기 단층                                  |
| 경상남도 양산시 하북면 주산동 정족산 기슭 (DF-S5) | 북위 35° 26′ 53.50″ 동경 129° 08′ 25.51″ / 북위 35.4481944° 동경 129.1404194° | 화강암 및 산성암맥                                     | 북동 70°          | 남동 80°~수직           | 우수향                   |                |                                            |
| 경상남도 양산시 덕계동 1지점 (DF-S2)              | 북위 35° 22′ 15.50″ 동경 129° 09′ 49.61″ / 북위 35.3709722° 동경 129.1637806° | 안산암질암 및 응회암                                   | 북서 42°/북서 10° | 북동 70~75°/북동 80~84° | 좌수향                   |                | 택지개발 동쪽 사면                         |
| 경상남도 양산시 덕계동 2지점 (DF-S2-1)            | 북위 35° 22′ 31.82″ 동경 129° 09′ 35.02″ / 북위 35.3755056° 동경 129.1597278° | 안산암질암 및 응회암                                   | 북동 20-30°       | 북서 70~80°             |                          |                | 택지개발 서쪽 사면, 택지개발로 노두가 소멸 |
| 부산광역시 금정구 회동동 (DF-S1)                  | 북위 35° 14′ 05.81″ 동경 129° 07′ 27.92″ / 북위 35.2349472° 동경 129.1244222° | 데사이트질 화산쇄설암 및 용결응회암 미문상 화강암 관입 | 북서 50-45°       | 남서 70~80°             | 역감각의 우수향          | -              | 정관산업로 절개사면                        |
| 부산광역시 사하구 다대동 (DF-S78)                 | 북위 35° 02′ 37.51″ 동경 128° 58′ 18.83″ / 북위 35.0437528° 동경 128.9718972° | 경상 누층군 다대포층                                   |                   |                         | 정단층                   | -              | 다대포해수욕장 해안가                      |

## 같이 보기
- 한국의 단층
- 양산 단층대
  - 일광 단층
  - 모량 단층
- 부산광역시의 지질
- 경상 분지
- 한국의 지질
- 한국의 지진